# Хосефа Баїу
Хосефа Баїу-і-Субіас (ісп. Josefa Bayeu y Subías, 1747—1812) — іспанська натурниця, сестра художника Франциско Баїу, дружина художника Франсіско Гої. 
Від Гої «Пепа», як він її називав, народила сімох дітей. Лише син Франсіско Хав'єр де Гойя-і-Байєу, народжений 2 грудня 1784 року,  пережив дитинство і став дорослим.

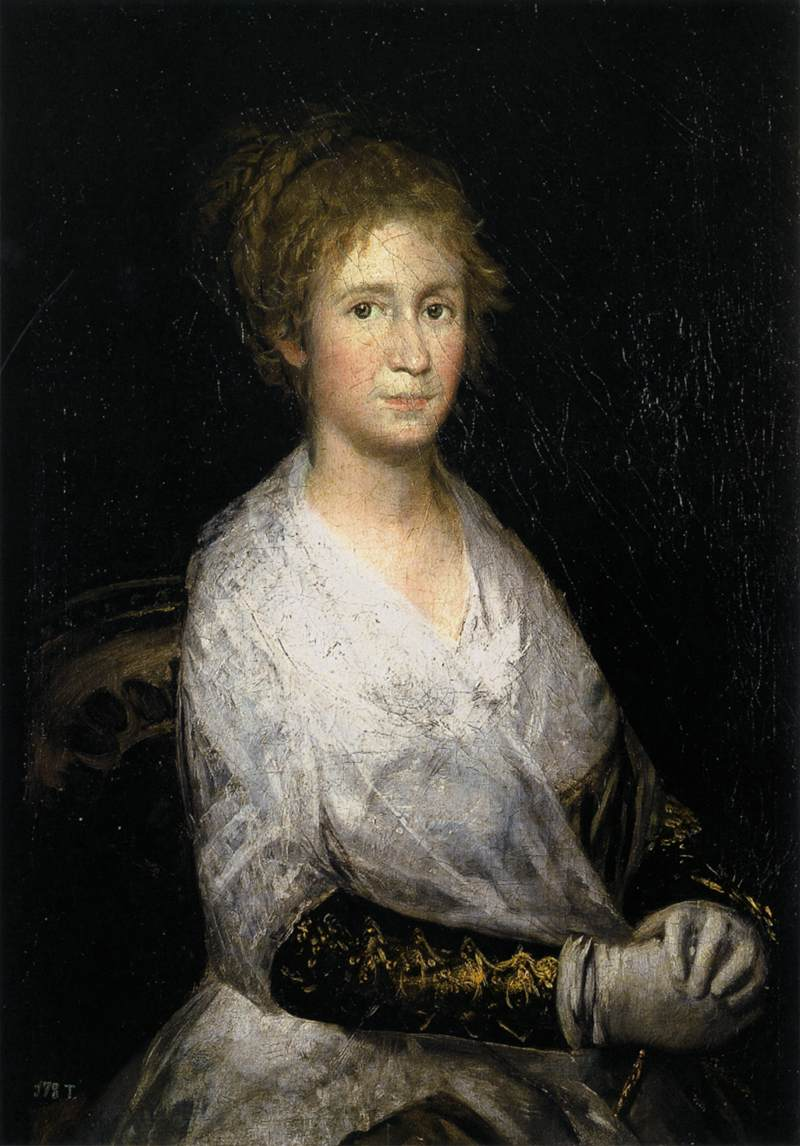
Картина "Хосефа Байєу (або Леокадія Вайс)"

Вважається, що картина "Хосефа Байєу" належить Леокадії Зоррільї, далекій родичці Гойї, яка мала дивовижну схожість з Хосефою. Таким чином, Гоя написав цей портрет на честь Хосефи, яка на момент написання картини вже померла.